# Hohenschönhausen
För det tidigare Stasi-häktet, se Gedenkstätte Berlin-Hohenschönhausen. För artiklar om de nuvarande administrativa stadsdelarna, se Alt-Hohenschönhausen och Neu-Hohenschönhausen. För pendeltågsstationen, se Hohenschönhausen (station).
Hohenschönhausen är ett område i Berlin som ingår i stadsdelsområdet Lichtenberg. Området är idag administrativt delat i en sydlig del, stadsdelen Alt-Hohenschönhausen, och en nordlig del, stadsdelen Neu-Hohenschönhausen. 
Namnet Hohenschönhausen syftar ursprungligen på den gamla byn Hohenschönhausen, på platsen för dagens stadsdel Alt-Hohenschönhausen, men idag kan namnet även användas på den modernare stadsdelen Neu-Hohenschönhausen med bostadsområdet Hohenschönhausen-Nord. I Alt-Hohenschönhausen fanns under DDR-tiden ett Stasi-häkte som idag är en minnesplats (Gedenkstätte Berlin-Hohenschönhausen). Från och med 1985 till och med 2000 fanns ett stadsdelsområde kallat Bezirk Hohenschönhausen i området, men detta stadsdelsområde avskaffades i och med den nuvarande administrativa indelningen från 2001, då stadsdelen uppgick i Bezirk Lichtenberg. 